# Floarea soarelui (Vincent van Gogh)
Numele lui Vincent Van Gogh a devenit pentru totdeauna asociat cu cel al florii soarelui; artistul îi scria lui Theo: „floarea soarelui îmi aparține, într-un fel”. Floarea avea o semnificație deosebită pentru el: galbenul simboliza prietenia și speranța, în timp ce floarea în sine exprima gratitudinea. Acest tablou este probabil cel mai renumit din seria de tablouri reprezentând floarea soarelui creată de Vincent în august și septembrie 1888.

## Descriere
Inițial, artistul le-a creat în ideea de a-și decora studioul din Casa Galbenă din Arles. Mai târziu însă a decis ca rolul lor să fie acela de a decora camera de musafiri pregatită pentru Paul Gauguin, a cărui sosire o anticipa cu atât de mult entuziasm. Vincent trebuia să picteze rapid:
„Lucrez la el în fiecare dimineață, de la răsărit până târziu,!” scria artistul „căci florile se ofilesc atât de repede.”
Era mulțumit de tablourile sale, dar a considerat că doar două dintre ele, inclusiv această versiune, meritau să îi poarte semnătura.

## Floarea soarelui în natură statică pictate în Arles

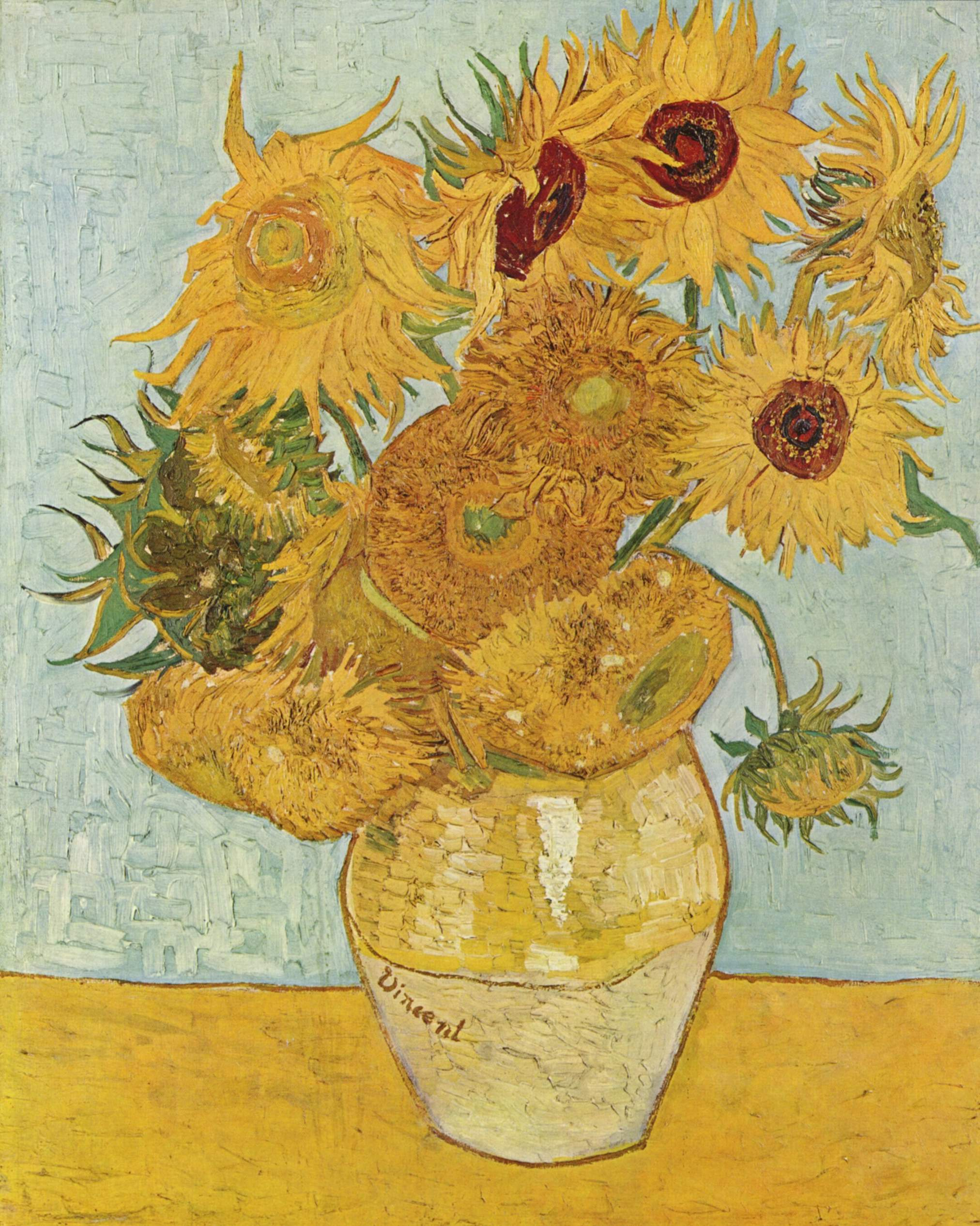
Vază cu douăsprezece flori (Arles, august 1888). Neue Pinakothek, München, Germania.
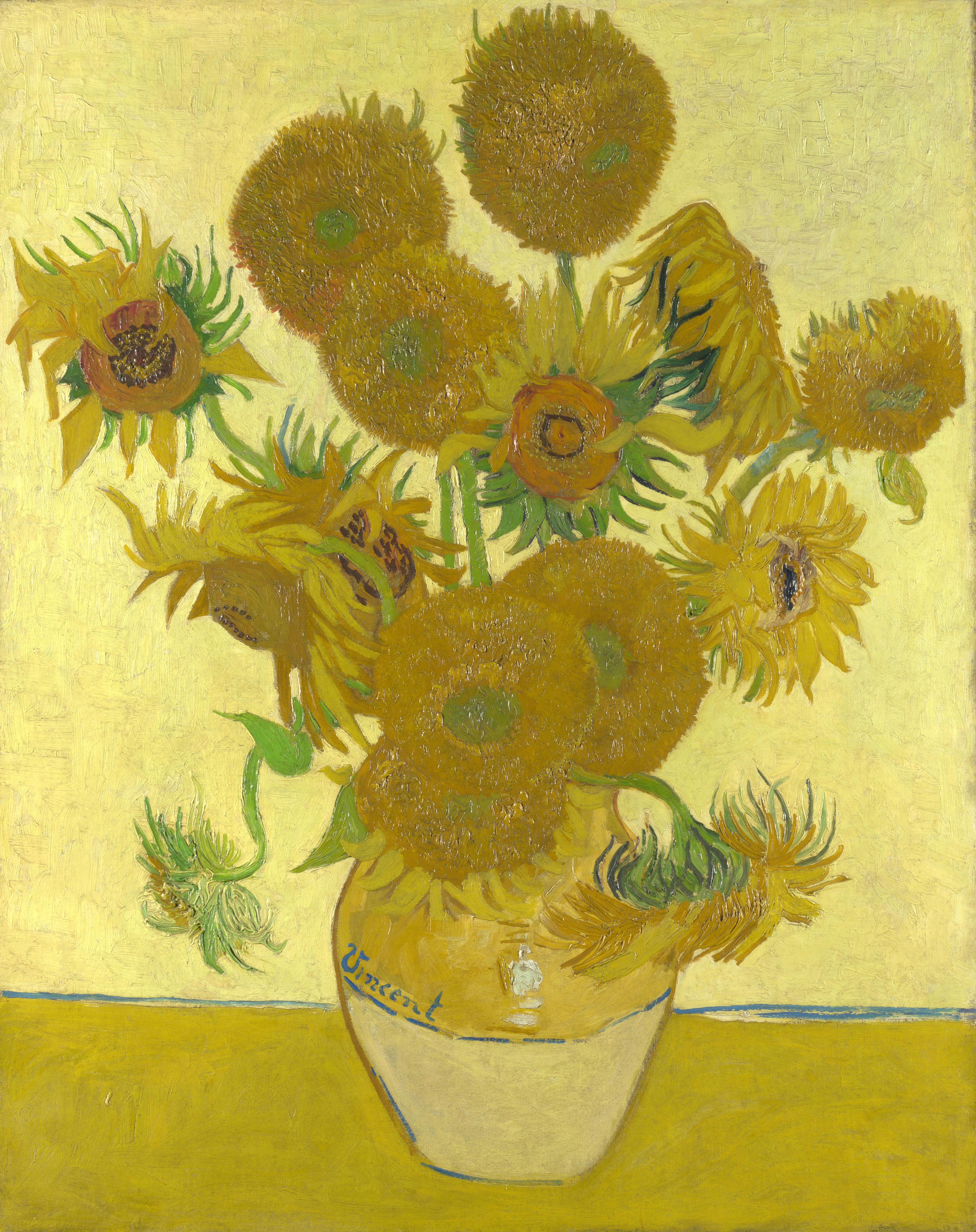
Vază cu cincisprezece flori (Arles, august 1888). National Gallery, Londra
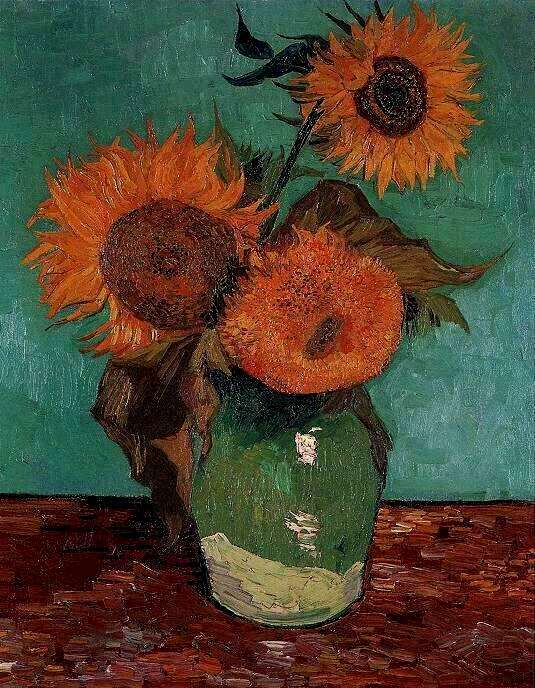
Vază cu trei flori (Arles, august 1888). Colecţie privată, Statele Unite.
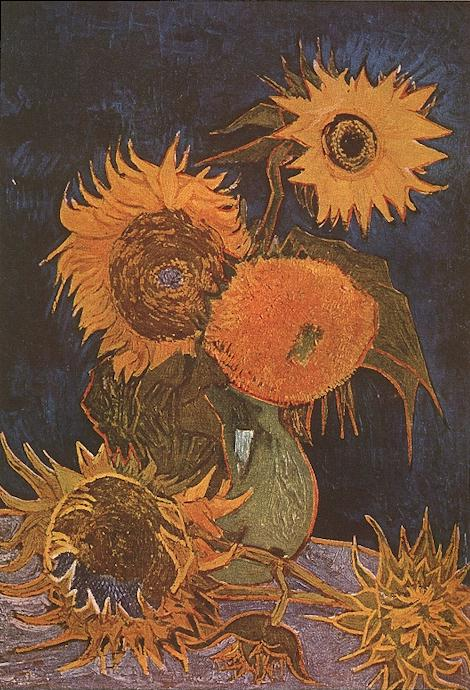
Vază cu cinci flori (Arles, august 1888). Distrusă într-un incendiu în Cel de-al doilea război mondial în 6 august 1945.
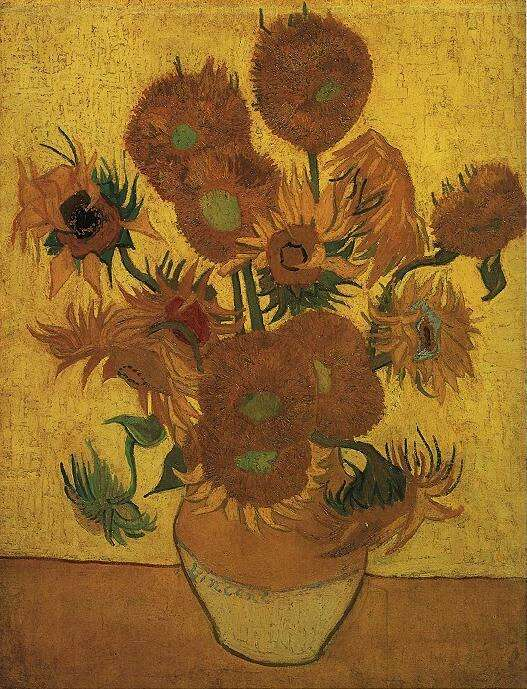
Vază cu cincisprezece flori (Arles, ianuarie, 1889). Muzeul Van Gogh, Amsterdam, Olanda.
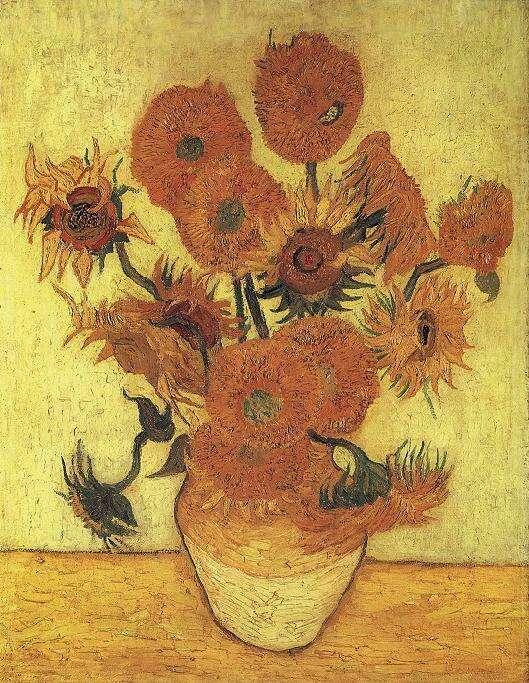
Vază cu cincisprezece flori (Arles, ianuarie 1889). Sompo Japan Museum of Art, Tokyo, Japonia.
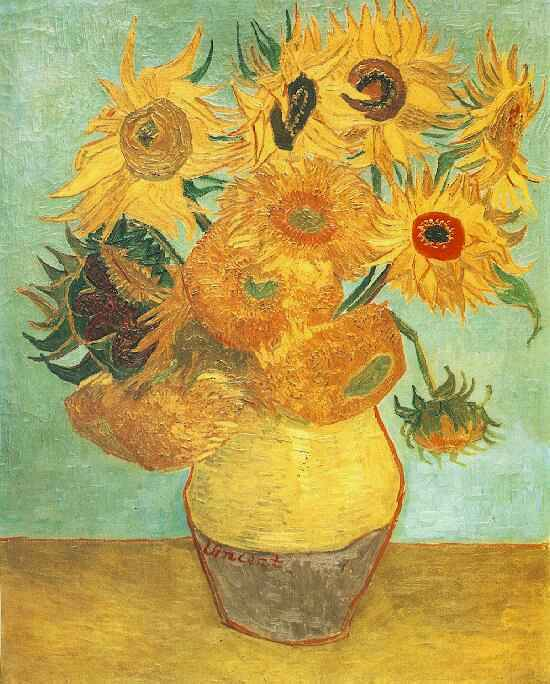
Vază cu douăsprezece flori (Arles, ianuarie 1889). Philadelphia Museum of Art, Philadelphia, Statele Unite.

## Legături externe
- Sunflowers on Google Art Project
- Sunflowers at vggallery.com, the complete series of paintings.
- Sunflowers, vangoghgallery.com, offers an analysis of two sunflower paintings.
- The Munich version of Vincent van Gogh's Sunflowers at Neue Pinakothek on bavarikon
- Van Gogh, paintings and drawings: a special loan exhibition, a fully digitized exhibition catalog from The Metropolitan Museum of Art Libraries, which contains material on these paintings (see index)